# Museo dell'arciconfraternita dei Genovesi
Il museo dell'arciconfraternita dei Genovesi si trova a Cagliari, in via Gemelli, presso la sede dell'arciconfraternita dei Santi Martiri Giorgio e Caterina dei Genovesi, adiacente all'omonima chiesa, nel quartiere Monte Urpinu.
Il museo è costituito da una raccolta di testimonianze storico - artistiche legate all'arciconfraternita dei Genovesi, fondata a Cagliari alla fine del XVI secolo e tuttora esistente.
Le sale al piano terra del museo ospitano dipinti, sculture, suppellettili e paramenti liturgici, custoditi in passato presso l'antica sede dell'arciconfraternita, la chiesa dei Santi Giorgio e Caterina, costruita in via Manno, nel quartiere Marina, e distrutta dai bombardamenti il 13 maggio 1943.
Tra i dipinti, di particolare rilievo sono:
- La Madonna della città, opera seicentesca di scuola genovese, raffigurante la Madonna col Bambino, tra angeli, mentre offrono a san Bernardo le chiavi della città di Genova, rappresentata ai loro piedi con le mura e la caratteristica Lanterna.
- Cristo e Maria offrono il rosario a santi domenicani, opera di Giovanni Bernardino Azzolino, databile tra il 1620 e il 1630.
- Madonna con il Bambino e i santi Giorgio e Caterina, opera seicentesca del genovese Giovanni Andrea De Ferrari, collocata sull'altare maggiore dell'antica chiesa.

Tra le sculture, si conserva un'opera dell'artista ligure Giuseppe Anfosso, allievo del genovese Pasquale Navone; l'opera, giunta da Genova nel 1792, è un gruppo scultoreo in legno policromo che raffigura il Martirio di santa Caterina. Diversi sono gli oggetti d'argento custoditi nel museo, tra cui una croce astile del XVII secolo, un ostensorio del XVIII secolo, il turibolo e la navicella per l'incenso del XIX secolo. Queste ultime sono opera dell'argentiere Luigi Montaldo (1782 - 1867), nato a Genova ma trasferitosi a Cagliari nei primi anni dell'800, membro dell'arciconfraternita dei Genovesi dal 1832. Interessante anche l'esposizione delle antiche vesti liturgiche, come la pianeta del XVII secolo, con ricamate le effigi dei santi Giorgio e Caterina e lo stemma di Genova.
Al primo piano sono invece custoditi alcuni importanti documenti della storia dell'arciconfraternita, tra cui il volume in pergamena del 1596, redatto in lingua italiana, contenente lo statuto dell'associazione.